# Eupithecia strattonata
Eupithecia strattonata là một loài bướm đêm trong họ Geometridae.